# Bitwa pod Magentą
Bitwa pod Magentą – starcie zbrojne, które miało miejsce 4 czerwca 1859 r. w pobliżu miasta Magenta w trakcie wojny francusko-austriackiej.
Wojnę rozpoczęły niewielkie starcia pomiędzy armią austriacką a Francuzami i Sardyńczykami pod Montebello, Palestro, Varese i San Fermo.
Walki te zakończone porażkami Austriaków spowodowały odwrót ich armii w kierunku Mediolanu.  Dnia 4 czerwca doszło do bitwy pod Magentą, w której wojska sardyńskie i francuskie pokonały nieprzyjaciela i otworzyły sobie drogę na Mediolan, który został zdobyty 7 czerwca. Następnego dnia do stolicy Lombardii wjechali Napoleon III i Wiktor Emanuel II.